# Säters socken, Dalarna
Säters socken låg i södra Dalarna, uppgick 1952 i Säters stad och området ingår sedan 1971 i Säters kommun och motsvarar från 2016 Säters distrikt.
Socknens areal var 119,1 kvadratkilometer, varav 109 land. År 2020 fanns här 5 494 invånare. Orten Bispberg med Bispbergs gruva ligger i området. Som sockenkyrka användes Säters kyrka, gemensam med staden och ligger i denna.

## Administrativ historik
Säters socken utbröts 1636 ur Stora Tuna socken under namnet Dalsby fjärdings socken som senast 1638 namnändrades till Säters socken. Församlingen hade varit ett kapellag sedan 1500-talet. 1642 utbröts Säters stad och Säters stadsförsamling. 
Vid kommunreformen 1862 övergick socknens ansvar för de kyrkliga frågorna till Säters landsförsamling och för de borgerliga frågorna till Säters landskommun. Landskommunen inkorporerades 1952 i Säters stad som 1971 ombildades till Säters kommun. Församlingen uppgick 1952 i Säters församling som sedan 2010 uppgick i Säterbygdens församling.
1 januari 2016 inrättades distriktet Säter, med samma omfattning som församlingen hade 1999/2000.  
Socknen har tillhört fögderier, tingslag och domsagor enligt vad som beskrivs i artikeln Dalarna. De indelta soldaterna tillhörde Dalregementet och  Livkompaniet.

## Geografi
Säters socken ligger omkring Säter kring Ljusterån. Socknen är i norr slättland, i söder småkuperad skogsbygd.

## Fornlämningar
En boplats från stenåldern och ett gravröse funna på Bispbergs klack.

## Namnet
Namnet (1553 Sättre) kommer från en kungsgård med ursprungligt namn Sätra av säter, 'utmarksäng'.

## Befolkningsutveckling
Folkmängden i Säterbygdens församling var 10 840 år 2010.
| Befolkningsutvecklingen i Säters socken, Dalarna 1750–2020 | Befolkningsutvecklingen i Säters socken, Dalarna 1750–2020 | Befolkningsutvecklingen i Säters socken, Dalarna 1750–2020 | Befolkningsutvecklingen i Säters socken, Dalarna 1750–2020 | Befolkningsutvecklingen i Säters socken, Dalarna 1750–2020 |
| --- | ---------------------------------------------------------- | ---------------------------------------------------------- | ---------------------------------------------------------- | ---------------------------------------------------------- |
| |                                                            |                                                            |                                                            |                                                            |
| År |                                                            |                                                            | Folkmängd                                                  |                                                            |
| 1750 | 1750                                                       |                                                            | 1 958                                                      |                                                            |
| 1760 | 1760                                                       |                                                            | 1 888                                                      |                                                            |
| 1769 | 1769                                                       |                                                            | 1 973                                                      |                                                            |
| 1780 | 1780                                                       |                                                            | 1 934                                                      |                                                            |
| 1790 | 1790                                                       |                                                            | 1 987                                                      |                                                            |
| 1800 | 1800                                                       |                                                            | 1 934                                                      |                                                            |
| 1810 | 1810                                                       |                                                            | 1 985                                                      |                                                            |
| 1820 | 1820                                                       |                                                            | 2 138                                                      |                                                            |
| 1830 | 1830                                                       |                                                            | 2 275                                                      |                                                            |
| 1840 | 1840                                                       |                                                            | 2 152                                                      |                                                            |
| 1850 | 1850                                                       |                                                            | 2 288                                                      |                                                            |
| 1860 | 1860                                                       |                                                            | 2 340                                                      |                                                            |
| 1870 | 1870                                                       |                                                            | 2 392                                                      |                                                            |
| 1880 | 1880                                                       |                                                            | 2 340                                                      |                                                            |
| 1890 | 1890                                                       |                                                            | 2 467                                                      |                                                            |
| 1900 | 1900                                                       |                                                            | 2 316                                                      |                                                            |
| 1910 | 1910                                                       |                                                            | 2 947                                                      |                                                            |
| 1920 | 1920                                                       |                                                            | 3 596                                                      |                                                            |
| 1930 | 1930                                                       |                                                            | 4 012                                                      |                                                            |
| 1940 | 1940                                                       |                                                            | 3 936                                                      |                                                            |
| 1950 | 1950                                                       |                                                            | 4 141                                                      |                                                            |
| 1960 | 1960                                                       |                                                            | 4 532                                                      |                                                            |
| 1970 | 1970                                                       |                                                            | 4 780                                                      |                                                            |
| 1980 | 1980                                                       |                                                            | 5 413                                                      |                                                            |
| 1990 | 1990                                                       |                                                            | 5 869                                                      |                                                            |
| 2020 | 2020                                                       |                                                            | 5 494                                                      |                                                            |
| Anm: Tabellen inkluderar både Säters lands- och stadsförsamling. 1952 slogs församlingarna ihop och bildade Säters församling. Källor: Umeå universitet - Tabellverket 1749-1859, Demografiska databasen, CEDAR, Umeå universitet, Folkmängden per distrikt, landskap, landsdel eller riket efter kön. År 2015 - 2022. |                                                            |                                                            |                                                            |                                                            |